# آتیپارا
آتیپارا (به لاتین: Atipara) یک روستا در بنگلادش است که در استان باریسال و در ناحیه باریسال واقع شده است.